# Bajt Surik
Bajt Surik (arab. بيت سوريك; hebr. בית סוריכ) – palestyńska wioska położona w muhafazie Jerozolima, w Autonomii Palestyńskiej.
Leży w południowej części Samarii, w odległości 12 kilometrów na północny zachód od Jerozolimy.

## Historia
Lokalna tradycja przypisuje pochodzenie mieszkańców wioski z historycznego regionu Hidżaz w Arabii Saudyjskiej. W 1901 badania archeologiczne odkryły w wiosce pozostałości mozaiki pochodzącej z okresu Bizancjum.
Po upadku Imperium Osmańskiego wieś Bajt Surik weszła w skład Mandatu Palestyny. W dniu 29 listopada 1947 Zgromadzenie Ogólne ONZ przyjęło Rezolucję nr 181 w sprawie podziału Palestyny na dwa państwa: żydowskie i arabskie. Tutejsze tereny miały znajdować się w państwie arabskim. Podczas wojny domowej w Mandacie Palestyny wioska była bazą wypadową arabskiej bojówki Abd al-Qadir al-Husajniego (Armia Świętej Wojny). Atakowano stąd żydowskie konwoje do Jerozolimy. W ramach działań odwetowych w grudniu 1947 siły żydowskiej organizacji paramilitarnej Hagana zaatakowały wioskę. W dniach 19-20 kwietnia 1948 siły Brygady Harel zdobyły wioskę. Wysadzono wówczas część domów. Na początku wojny o niepodległość wioskę zajął jordański Legion Arabski. Po wojnie Bajt Surik pozostała pod okupacją Transjordanii.
Podczas wojny sześciodniowej w 1967 wioskę zajęły wojska izraelskie. W wyniku Porozumienia z Oslo, w 1994 powstała Autonomia Palestyńska. Wieś Bajt Surik weszła w skład „strefy B” Autonomii, w której władzę cywilną sprawują Palestyńczycy, a odpowiedzialność za bezpieczeństwo spoczywa na izraelskich siłach bezpieczeństwa. Natomiast większość gruntów rolnych wioski znajduje się w „strefie C”, pod całkowitą administracją izraelską.
Ze względów bezpieczeństwa, Izrael rozpoczął w 2003 budowę muru bezpieczeństwa w rejonie wioski Bajt Surik. Powstała w ten sposób „enklawa Biddu” obejmująca miejscowości Biddu i Katanna, oraz wioski Bajt Dukku, Bajt Anan, Al-Kubajba i Bajt Surik. Enklawa została odcięta przez mur bezpieczeństwa od pozostałych terytoriów Autonomii Palestyńskiej. Komunikacja jest utrzymywana przez drogę, która jest ogrodzona murem z obu stron. Droga prowadzi do „enklawy Bir Nabala”, a następnie przez wiadukt nad drogą nr 443 do miasta Ramallah. Mieszkańcy Bajt Surik wnieśli skargę do Sądu Najwyższego Izraela, który w dniu 30 czerwca 2004 orzekł, że Izrael ma prawo do budowy muru bezpieczeństwa, jednak jego przebieg musi uwzględniać położenie arabskich ziem rolnych i drogi dojazdowe.

## Demografia
Według danych Palestyńskiego Centrum Danych Statystycznych, w 2006 w wiosce żyło 3 818.

## Gospodarka
Gospodarka opiera się na rolnictwie i sadownictwie (uprawa oliwek).